# José Franco Cordero
José Franco Cordero (Jerez de la Frontera, 2 de enero de 1851 - Madrid, 1892) fue un pintor de paisaje español. Firmaba F. Cordero, lo que ha llevado a algunas confusiones en los mercados del arte.
Alumno de José Jiménez Aranda en la Escuela de Bellas Artes de Sevilla y en la Escuela Superior de Pintura en San Fernando de Madrid con Carlos de Haes, derivó hacia el paisaje realista y el costumbrismo.
Participó en las exposiciones Nacionales de 1878 (Paisaje), 1881 (La tarde) y 1892 (en la que consigue una tercera medalla por su Paisaje).
Se conserva obra suya en el Museo del Prado y tres lienzos en el Museo de Historia de Madrid.